# Jung Chan-sung
Dans ce nom coréen, le nom de famille, Jung, précède le nom personnel.
Jung Chan-sung (en coréen: 정찬성), né le 17 mars 1987 à Pohang en Corée du Sud et plus connu sous le surnom de The Korean Zombie, est un pratiquant sud-coréen d'arts martiaux mixtes (MMA). Il combattait à l'Ultimate Fighting Championship dans la division des poids plumes. Il est aussi ceinture noire de taekwondo, ceinture bleue de ju-jitsu et ceinture verte de judo. Jung Chan-Sung prend sa retraite le 26 août 2023 après s'être incliné par KO face à Max Holloway lors de l'UFC Singapour.

## Parcours en arts martiaux mixtes

### Ultimate Fighting Championship
Le 14 juin 2013, en raison du forfait d'Anthony Pettis, blessé au genou, Jung Chan-Sung devient le nouvel aspirant au titre poids plumes de l'UFC.
Il est alors opposé à l'actuel champion José Aldo en combat principal de l'évènement UFC 163 à Rio de Janeiro, le 3 août 2013. Lors de ce combat, Jung Chan-Sung ne parvient à prendre l'ascendant sur son adversaire et se blesse l'épaule droite dans le 4e round. José Aldo profite alors de cette blessure pour envoyer le Coréen au sol et asséner quelques frappes pour obliger l'arbitre à déclarer la fin du combat,.

## Palmarès en arts martiaux mixtes
| 25 combats     | 17 victoires | 8 défaites |
| Par KO         | 6            | 5          |
| Par soumission | 8            | 0          |
| Sur décision   | 3            | 3          |

| Résultat | Record | Adversaire            | Méthode                               | Événement                                        | Date              | Round | Temps | Lieu                                    | Notes |
| -------- | ------ | --------------------- | ------------------------------------- | ------------------------------------------------ | ----------------- | ----- | ----- | --------------------------------------- | --- |
| Défaite  | 17–8   | Max Holloway          | KO (coup de poing)                    | UFC Fight Night: Holloway vs. The Korean Zombie  | 26 août 2023      | 3     | 0:23  | Kallang, Singapour                      | Combat de la soirée.                                                                                       |
| Défaite  | 17–7   | Alexander Volkanovski | TKO (coups de poing)                  | UFC 273: Volkanovski vs. The Korean Zombie       | 9 avril 2022      | 4     | 0:45  | Jacksonville, Floride, États-Unis       | Pour le titre poids plumes de l'UFC.                                                                       |
| Victoire | 17–6   | Dan Ige               | Décision unanime                      | UFC on ESPN: The Korean Zombie vs. Ige           | 19 juin 2021      | 5     | 5:00  | Las Vegas, Nevada, États-Unis           | |
| Défaite  | 16–6   | Brian Ortega          | Décision unanime                      | UFC Fight Night: Ortega vs. The Korean Zombie    | 18 octobre 2020   | 5     | 5:00  | Abou Dabi, Émirats arabes unis          | |
| Victoire | 16–5   | Frankie Edgar         | TKO (coups de poing)                  | UFC Fight Night: Edgar vs. The Korean Zombie     | 21 décembre 2019  | 1     | 3:18  | Busan, Corée du Sud                     | Performance de la soirée.                                                                                  |
| Victoire | 15-5   | Renato Moicano        | TKO (coups de poing)                  | UFC Fight Night: Moicano vs. The Korean Zombie   | 22 juin 2019      | 1     | 0:58  | Greenville, Caroline du Sud, États-Unis | Performance de la soirée.                                                                                  |
| Défaite  | 14-5   | Yair Rodríguez        | KO (coup de coude)                    | UFC Fight Night: The Korean Zombie vs. Rodríguez | 10 novembre 2018  | 5     | 4:59  | Denver, Colorado, États-Unis            | Combat de la soirée.                                                                                       |
| Victoire | 14-4   | Dennis Bermudez       | KO (coup de poing)                    | UFC Fight Night: Bermudez vs. The Korean Zombie  | 4 février 2017    | 1     | 2:49  | Houston, Texas, États-Unis              | Performance de la soirée.                                                                                  |
| Défaite  | 13-4   | José Aldo             | TKO (coups de poing)                  | UFC 163: Aldo vs. The Korean Zombie              | 3 août 2013       | 4     | 2:00  | Rio de Janeiro, Brésil                  | Pour le titre poids plumes de l'UFC.                                                                       |
| Victoire | 13-3   | Dustin Poirier        | Soumission Technique (D'Arce choke)   | UFC on Fuel TV: The Korean Zombie vs. Poirier    | 15 mai 2012       | 4     | 1:07  | Fairfax, Virginie, États-Unis           | Combat de la soirée. Soumission de la soirée. Combat de l'année 2012.                                      |
| Victoire | 12-3   | Mark Hominick         | KO (coups de poing)                   | UFC 140: Jones vs. Machida                       | 10 décembre 2011  | 1     | 0:07  | Toronto, Ontario, Canada                | KO de la soirée.                                                                                           |
| Victoire | 11-3   | Leonard Garcia        | Soumission (twister)                  | UFC Fight Night: Nogueira vs. Davis              | 26 mars 2011      | 2     | 4:59  | Seattle, Washington, États-Unis         | Première victoire par twister de l'histoire de l'UFC. Soumission de la soirée. Soumission de l'année 2011. |
| Défaite  | 10-3   | George Roop           | KO (coup de pied à la tête)           | WEC 51: Aldo vs. Gamburyan                       | 30 septembre 2010 | 2     | 1:30  | Broomfield, Colorado, États-Unis        | |
| Défaite  | 10-2   | Leonard Garcia        | Décision partagée                     | WEC 48: Aldo vs. Faber                           | 24 avril 2010     | 3     | 5:00  | Sacramento, Californie, États-Unis      | Début au WEC Combat de la soirée Combat de l'année (2010)                                                  |
| Victoire | 10-1   | Matt Jaggers          | Soumission (étranglement en triangle) | Sengoku 9                                        | 2 août 2009       | 2     | 1:25  | Saitama, Japon                          | Combat de réserve du 2009 Sengoku Featherweight Grand Prix                                                 |
| Défaite  | 9-1    | Masanori Kanehara     | Décision unanime                      | Sengoku 8                                        | 2 mai 2009        | 3     | 5:00  | Tokyo, Japon                            | Quart de finale du 2009 Sengoku Featherweight Grand Prix                                                   |
| Victoire | 9-0    | Shintaro Ishiwatari   | Soumission (étranglement arrière)     | Sengoku 7                                        | 20 mars 2009      | 1     | 4:29  | Tokyo, Japon                            | Premier tour du 2009 Sengoku Featherweight Grand Prix                                                      |
| Victoire | 8-0    | Fanjin Son            | KO (coup de poing)                    | Deep 39                                          | 10 décembre 2008  | 1     | 0:17  | Okayama, Japon                          | |
| Victoire | 7-0    | Michihiro Omigawa     | Décision unanime                      | Deep 38                                          | 16 août 2008      | 2     | 5:00  | Okayama, Japon                          | |
| Victoire | 6-0    | Jung-Hun Cho          | Décision unanime                      | Korea FC                                         | 31 mai 2008       | 3     | 5:00  | Gangwon, Corée du Sud                   | Remporte le Korea FC 65 kg Tournament.                                                                     |
| Victoire | 5-0    | Dae-Han Choi          | Soumission (étranglement en triangle) | Korea FC                                         | 31 mai 2008       | 1     | 3:38  | Gangwon, Corée du Sud                   | Demi-finale du Korea FC 65 kg Tournament                                                                   |
| Victoire | 4-0    | Jung-Beom Choi        | Soumission (clé de bras)              | Korea FC                                         | 31 mai 2008       | 1     | 2:15  | Gangwon, Corée du Sud                   | Quart de finale du Korea FC 65 kg Tournament                                                               |
| Victoire | 3-0    | Hyung-Geol Lee        | TKO (coups de poing)                  | Pancrase 87                                      | 27 janvier 2008   | 1     | 3:27  | Busan, Corée du Sud                     | Remporte le Pancrase Korea Neo-Blood Lightweight Tournament.                                               |
| Victoire | 2-0    | In-Seok Yoo           | Soumission (étranglement arrière)     | Pancrase 85                                      | 16 décembre 2007  | 1     | 2:34  | Busan, Corée du Sud                     | Demi-finale du Pancrase Korea Neo-Blood Lightweight Tournament                                             |
| Victoire | 1-0    | Hyung-Geol Lee        | Soumission (clé de bras)              | Pancrase 81                                      | 24 juin 2007      | 2     | 3:07  | Gyeongju, Corée du Sud                  | Quart de finale du Pancrase Korea Neo-Blood Lightweight Tournament                                         |